# Tiermast
Tiermast ist ein Produktionsverfahren in der Viehhaltung. Ziel ist, Tiere zur Fleischproduktion zu erzeugen, um deren Fleisch nach Schlachtung für die menschliche Ernährung verwerten zu können. Dieses Ziel wird durch eine abgestimmte Fütterung der Tiere erreicht, die zu einem stärkeren Fleischzuwachs führt. Zu unterscheiden sind:
- Rindermast
- Schweinemast
- Geflügelmast
- Schafmast

Die Tiermast erfolgt selten im Freien, sondern meist in Mastanlagen oder Großmastanlagen. Betriebe, die überwiegend oder ausschließlich Tiere mästen, heißen 'Mastbetrieb' bzw. 'Großmastbetrieb'. Sie betreiben
Intensivtierhaltung (auch Intensive Tierhaltung, Massentierhaltung oder landlose Tierproduktion genannt), also eine technisierte Viehhaltung meist nur einer Tierart zur Gewinnung möglichst vieler tierischer Produkte.
Sie stehen wegen der mit ihnen verbundenen Umweltbelastungen (z. B. multipel antibiotikaresistente Keime und Gerüche) in der öffentlichen Kritik; manche müssen mit Filteranlagen ausgerüstet werden.